# Josif Sokolski

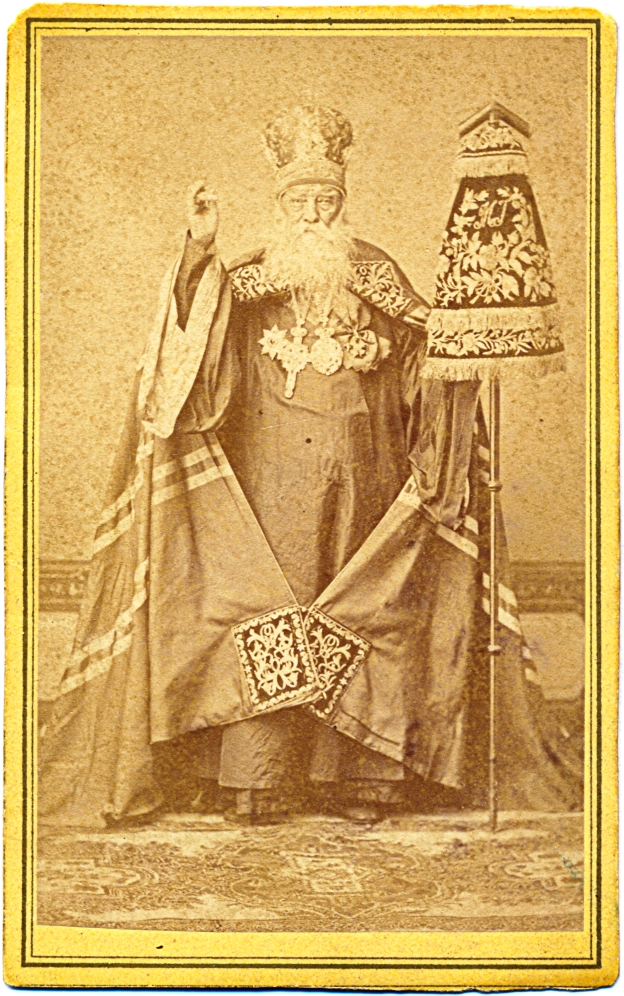
Josif Sokolski, November 1872

Josif Sokolski (bulgarisch Йосиф Соколски, deutsch Joseph Sokolsky; * 1786 in Nowa Machala, heute Teil von Gabrowo, damals Osmanisches Reich; † 30. September 1879 in Kiew, Russisches Kaiserreich, heute Ukraine) war ein bulgarischer Geistlicher, Begründer des bulgarisch-orthodoxen heute nach ihm benannten Klosters Sokolski und erstes Oberhaupt der unierten bulgarisch-katholischen Kirche.
Am 30. Dezember 1860 konvertierte Sokolski zur römisch-katholischen Kirche. Am 8. April 1861 wurde er von Papst Pius IX. in der Sixtinischen Kapelle im Vatikan zum Bischof geweiht und mit dem Titel eines Apostolischen Vikars Oberhaupt der bulgarisch-katholischen Kirche. Im Juni 1861 wurde Sokolski bei seiner Rückkehr nach Konstantinopel nach Russland verschleppt, wo er bis zu seinem Tod im Kiewer Höhlenkloster gefangen gehalten wurde.